# Daishiro Miyazaki
Daishiro Miyazaki (宮崎 大志郎 Miyazaki Daishiro?), född 21 april 1983 i Kumamoto prefektur, är en japansk före detta fotbollsspelare.
Miyazaki började sin karriär 2006 i Rosso Kumamoto (Roasso Kumamoto). Han spelade 46 ligamatcher för klubben. Han avslutade karriären 2009.